# Regan (Verenigde Staten)
Regan is een plaats (city) in de Amerikaanse staat North Dakota, en valt bestuurlijk gezien onder Burleigh County.

## Demografie
Bij de volkstelling in 2000 werd het aantal inwoners vastgesteld op 43.
In 2006 is het aantal inwoners door het United States Census Bureau geschat op 41, een daling van 2 (-4,7%).

## Geografie
Volgens het United States Census Bureau beslaat de plaats een oppervlakte van
2,6 km², geheel bestaande uit land. Regan ligt op ongeveer 620 m boven zeeniveau.

## Plaatsen in de nabije omgeving
De onderstaande figuur toont nabijgelegen plaatsen in een straal van 40 km rond Regan.